# Jeugdrechtbank (België)
De jeugdrechtbank is in België een speciale kamer van de rechtbank van eerste aanleg, gericht op jongeren, meestal tot hun 18de verjaardag.
Die kunnen voor de jeugdrechter komen of naar de jeugdrechter gaan als:
- er sprake is van strafbare feiten, bijvoorbeeld dealen van drugs of diefstal (een als misdrijf omschreven feit (MOF))
- ze in een moeilijke situatie verkeren en er hulp voor de jongere of de ouder(s) noodzakelijk is (verontrustende opvoedingssituatie (VOS), de vroegere problematische opvoedingssituatie (POS))
- de ouders niet voldoen aan hun onderhoudsplicht of er sprake is van mishandeling, misbruik of verwaarlozing.

## Rechten van kinderen
Het internationaal Verdrag inzake de Rechten van het Kind is sinds 1989 van kracht. Dit verdrag geeft aan jongeren tot 18 jaar een groot aantal fundamentele rechten: basisrechten, beschermingsrechten en inspraakrechten. De basisrechten houden in dat elk kind recht heeft op een gezin, een goede opvoeding en ontwikkeling en een toereikende levensstandaard, op gezondheidszorg, onderwijs en vrije tijd. De beschermingsrechten houden in dat elk kind het recht heeft op bescherming tegen misbruik en mishandeling. De inspraakrechten houden in dat het kind recht heeft op een eigen mening en het recht heeft om mee te denken en te werken, bijvoorbeeld in de jeugdbeweging, de jeugdvereniging. Dat recht geldt thuis, op school en in de hulpverlening. Deze rechten zijn gefundeerd op respect voor het welzijn en de mening van kinderen en jongeren.

## Procedure bij de jeugdrechtbank
De Sociale Dienst Jeugdrechtbank wordt van de situatie op de hoogte gebracht:
- door de politie (normaal moet de politie echter de situatie via een Gemandateerde Voorziening laten gaan. Bij voldoende ernst kan dit rechtstreeks gebeuren).
- door de gemandateerde voorziening.

De procureur oordeelt over de ernst van de situatie en beslist of een zaak naar de jeugdrechter gaat of niet. Als de procureur een maatregel vraagt aan de jeugdrechter noemt men dat een vordering.
De sociale dienst jeugdrechtbank kan de jongere ook:
- aanhouden als hij ernstige feiten heeft gepleegd.
- in veiligheid brengen als hij zich in een onveilige situatie bevindt (hoogdringende plaatsing).

### Rechtswaarborgen
De jongere heeft recht op bijstand van een advocaat, telkens hij voor de jeugdrechter komt, nog voor de jeugdrechter een beslissing neemt.
De jongere heeft het recht gehoord te worden, voor de jeugdrechter een beslissing neemt.
Indien de jongere niet akkoord gaat met de beslissing kan hij in hoger beroep gaan. Echter, alle beschikkingen van de jeugdrechter zijn "uitvoerbaar bij voorraad". Deze beslissingen gaan dus in van het moment van de uitspraak en het feit dat er beroep is schort bijvoorbeeld niet een plaatsing op.

### Geen rechtswaarborgen uit het strafrecht
De bewijsregels uit het strafrecht zijn niet van toepassing. Vooral het verslag van de Sociale Dienst Jeugdrechtbank, vaak grotendeels overgenomen van de Gemandateerde voorziening, wordt in rekening gebracht, naast het horen van kind en ouders. Dit betekent dat het zo goed als onmogelijk is voor advocaten om te voorspellen welke uitspraak zal genomen worden, en wat de concrete gevolgen zijn. Zeker aangezien door het constante plaatsgebrek overal de rechter vaak enkel keuze heeft tussen helemaal niets doen en de beperkte beschikbare maatregelen (omdat gesloten instellingen als enige niet mogen weigeren is dit vaak de enige maatregel).
Daarnaast gelden ook niet de rechten van de verdediging uit het strafrecht, en zelfs de kinderrechten niet, in de zin dat deze niet in rekening moeten gebracht worden in de uitspraak. Vaak worden dan ook door de jeugdrechter standaardformuleringen gebruikt, die geen rekening houden met de zaak zelf, maar enkel met het beoogde resultaat van de uitspraak.
Ook is het onmogelijk voor zowel kind als ouders om een zaak aan te spannen bij de jeugdrechter wegens het schenden van kinderrechten, bijvoorbeeld bij pleegouders of in een instelling. Indien een kind bijvoorbeeld seksueel misbruikt wordt in een instelling of door pleegouders is hun enige hoop dat ze een agent overtuigen om een strafzaak te openen tegen de dader. Aangezien deze kinderen vaak ook in hun vrijheid beperkt worden, kan het zijn dat ze geen mogelijkheid hebben om een agent te contacteren.
Vaak wordt het recht op weigeren van hulpverlening met de voeten getreden. Als ouders of kinderen hulpverlening weigeren, resulteert dit vaak in een plaatsing, en als de kinderen vervolgens nog steeds weigeren door bijvoorbeeld weg te lopen, een gesloten plaatsing. Er is dus niet het normale recht van een beschuldigde om niet gestraft (in de zin van vrijheidsbeneming voor kind en ouders) te worden als blijkt dat de beweringen van Gemandateerde voorziening onwaar zijn. Dit heeft als evidente gevolg dat er weinig tot geen motivatie is voor de Gemandateerde voorziening om de waarheid in een VOS-situatie grondig te onderzoeken.
Indien ouders weigeren mee te werken aan de hulpverlening, bijvoorbeeld door hun weggelopen kind onderdak te verlenen, riskeren ze in sommige gevallen ontzetting uit het ouderlijk gezag. Ook heeft de Vlaamse jeugdzorg ouders laten arresteren die in het buitenland verbleven met kinderen, en de kinderen in het buitenland in een geestesgesticht voor volwassenen achtergelaten.
Een andere variant op het gebrek aan rechtswaarborgen is dat straffen voor minderjarigen vaak verlengd worden nadat de jongere de volledige straf uitgezeten heeft via een beschermingsmaatregel. Dan zit het kind nog steeds opgesloten, vaak op dezelfde plek, na het uitzitten van de volledige straf.
De situaties waar kinderen in terecht komen na een plaatsingsuitspraak van de jeugdrechtbank zijn vaak schrijnend. Het kinderrechtencommissariaat laakte in 2018 de leefomstandigheden in gesloten jeugdinstellingen.

### Strafregister
Als de jeugdrechter een vonnis velt over jongeren die een als misdrijf omschreven feit pleegden, wordt dat vonnis bijgehouden in het centraal strafregister. Het komt echter niet voor op het uittreksel uit het strafregister bestemd voor particulieren, zodat een werkgever er geen kennis van zal hebben en de re-integratie niet wordt geschaad. De informatie is alleen toegankelijk als ze onontbeerlijk is, bijvoorbeeld voor magistraten wanneer nieuwe feiten zouden worden gepleegd. Automatische uitwissing en herstel in eer en rechten zijn niet van toepassing op jeugdsancties, maar vanaf vijf jaar na het einde van de opgelegde maatregel kan de schrapping uit het strafregister worden aangevraagd.

## Maatregelen ter bescherming van minderjarigen
De Jeugdrechtbank kan ter bescherming van minderjarigen maatregelen nemen ten aanzien van de ouders maar ook direct ten aanzien van minderjarigen. De maatregelen die de jeugdrechter kan nemen verschillen enigszins naargelang op grond waarvan de jeugdrechtbank gevraagd is om maatregelen te nemen. Doordat dit beschermende maatregelen zijn gelden de normale rechten van de verdediging niet. 

### Maatregelen ten aanzien van de ouders
- Toezicht op sociale uitkeringen. De Jeugdrechtbank kan een persoon aanwijzen die belast is met het innen van de sociale uitkeringen (die normaal in het belang van de kinderen moeten aangewend worden zoals gezinsbijslag, studiebeurs, ... ) om ze uitsluitend te gebruiken voor de behoeften van de kinderen en voor de gezinsuitgaven die hen betreffen.
- Ontzetting uit het ouderlijk gezag. Sinds de wet op de jeugdbescherming van 1965 kan de gedeeltelijke of volledige ontzetting nog slechts uitgesproken worden in uitzonderlijke gevallen en slechts facultatief. Ook hoeft ze niet noodzakelijk ten aanzien van alle kinderen uitgesproken te worden. In elk geval zal moeten verantwoord worden of de ontzetting wel in het belang van het kind is. Bij de ontzetting wordt ook een provoogd aangeduid om het vervangend gezag uit te oefenen. De Jeugdrechter kan nadat één jaar verstreken is, de ouders eventueel herstellen in hun ouderlijk gezag ambtshalve of op vraag van het Openbaar Ministerie.
- Misdrijven vergemakkelijkt door gemis aan toezicht. Wanneer een minderjarige een als misdrijf omschreven feit pleegde, kan de Jeugdrechtbank de ouders veroordelen tot een politiestraf indien het feit onder meer kan toegeschreven worden aan een gebrek aan toezicht of opvoeding van de ouders.

### Maatregelen bij een VOS
In geval van een verontrustende opvoedingssituatie via de gemandateerde voorziening, en later via Sociale Dienst Jeugdrechtbank zijn de te nemen maatregelen ten aanzien van minderjarigen vastgelegd door de gecoördineerde decreten inzake bijzondere jeugdbijstand. De jeugdrechter kan in deze gevallen :
- een pedagogische richtlijn verstrekken aan de ouders
- de jongere en zijn gezin onder begeleiding plaatsen van een consulent van de sociale dienst bij de jeugdrechtbank voor maximum 1 jaar
- een thuisbegeleidingsdienst vragen de jongere en zijn gezin te begeleiden (gezinsbegeleiding voor maximum 1 jaar)
- voor maximum 6 maanden de jongere toevertrouwen aan een opvoedkundig project (eventueel samen met zijn ouders)
- de jongere toevertrouwen aan een semi-residentiële voorziening, zoals aan een dagcentrum voor schoolgaande jeugd, waar de jongere na de school en tijdens de vakanties opgevangen wordt. 's Avonds en in het weekend is de jongere thuis.
- als de jongere 17 is en over voldoende inkomsten beschikt, de jongere zelfstandig laten wonen onder begeleiding van een dienst begeleid zelfstandig wonen.
- als de jongere 17 is hem onder permanent toezicht op kamer laten wonen.
- de jongere tijdelijk plaatsen
  - in een observatiecentrum
  - in een onthaal- en oriëntatiecentrum
  - in een pleeggezin via een dienst voor pleegzorg
  - in een begeleidingstehuis (instelling of home)
  - in een gesloten gemeenschapsinstelling (in Vlaanderen, voor meisjes in Beernem en voor jongens in Mol en [[[Ruiselede]]), waarbij de jongere de hele dag onder toezicht staat van de begeleiders.
  - in een jeugdpsychiatrische afdeling.

### Maatregelen bij een MOF
In geval het gaat om minderjarige delinquenten - die een als misdrijf omschreven feit (MOF) pleegden - of in het kader van de zedelijke bescherming van de jeugd, neemt de jeugdrechter maatregelen van "bewaring, behoeding en opvoeding". Deze maatregelen zijn beschreven in de wet op de jeugdbescherming. De jeugdrechter is tamelijk vrij om maatregelen te nemen. Ze komen neer op:
- de jongere berispen: de jeugdrechter omschrijft wat er gebeurd is en maant de jongere aan dat het niet meer mag gebeuren. Desgevallend maant hij ook de ouders aan om beter toezicht te houden op hun kinderen
- de ondertoezichtsstelling : de Jeugdrechter kan de minderjarige onder toezicht stellen van de sociale dienst van de Vlaamse Gemeenschap bij de Jeugdrechtbank, die moet waken over de voorwaarden die de Jeugdrechtbank stelt:
  - de jongere verplichten om bijvoorbeeld regelmatig naar school te gaan, wekelijks met een hulpverlener te gaan praten, en dergelijke.
  - een alternatieve straf opleggen, bijvoorbeeld een paar uur werken, of een vorming volgen.
  - gespecialiseerde diensten inschakelen, zoals thuishulp of een Centrum voor Algemeen Welzijnswerk
  - de jongere plaatsen onder toezicht van de sociale dienst, met het oog op huisvesting, behandeling, opvoeding, onderricht of beroepsopleiding bij een betrouwbaar persoon of in een geschikte inrichting. De jongere blijft onder toezicht tot 18 jaar, ook als de plaatsing al beëindigd is. Hier zijn dus vele mogelijkheden, bijvoorbeeld
    - in een schoolinternaat of een Medisch-Pedagogisch Instituut (M.P.I)

  - plaatsing in een openbare instelling
  - beslissen bij een ernstig misdrijf (bijvoorbeeld moord) dat een gewone strafrechtbank moet oordelen: dit heet uithandengeving.
  - in zeer uitzonderlijke situaties, bij ernstige misdrijven en als er nergens plaats is, kan de jongere maximum twee weken in een gevangenis geplaatst worden, vanaf de leeftijd van 14 jaar en zonder contact met de andere gevangenen

## Jeugdbescherming voor meerderjarigen
Sinds 1990 is in België de leeftijd van de burgerlijke meerderjarigheid verlaagd tot 18 jaar, waardoor de maatregelen van de jeugdbescherming in principe slechts konden gelden voor min-achttienjarigen. Om dit te verhelpen werden een aantal mogelijkheden gecreëerd om de interventie van de jeugdbescherming voor delinquenten uit te breiden tot na de meerderjarigheid.
- De maatregelen kunnen bij vonnis voor een bepaalde duur worden verlengd tot de dag waarop de jongere de leeftijd bereikt van 20 jaar. Dit moet door de minderjarige zelf gevraagd of door het Openbaar Ministerie gevorderd worden drie maanden voor de meerderjarigheid ingaat.
- minderjarigen die na hun 17de verjaardag een als misdrijf omschreven feit begingen, kunnen bij vonnis maatregelen opgelegd krijgen voor een bepaalde duur tot op de dag waarop de betrokkene 20 jaar wordt
- minderjarigen die een misdrijf plegen voor hun 18de verjaardag, maar slechts na die verjaardag door de Jeugdrechtbank worden gevat, vallen voor die misdrijven toch onder de bevoegdheid van de Jeugdrechtbank. Wel is de Jeugdrechtbank in dit geval beperkt in de mogelijk te nemen maatregelen :
  - Uithandengeving, waardoor het kind als een volwassene berecht wordt. Indien besloten wordt deze kinderen op te sluiten worden ze echter nog steeds in federale gesloten jeugdcentra gehuisvest, en niet bij volwassenen.
  - berispen
  - als de jongere 18 jaar wordt tijdens de rechtspleging kan de Jeugdrechtbank voorlopige maatregelen opleggen of handhaven tot aan de leeftijd van 20 jaar

Nationaal recht